# Trichoscypha laxissima
Trichoscypha laxissima är en sumakväxtart som beskrevs av Franciscus Jozef Breteler. Trichoscypha laxissima ingår i släktet Trichoscypha och familjen sumakväxter. Inga underarter finns listade i Catalogue of Life.